# Улица Аушрос Варту
У́лица Аушро́с Ва́рту (лит. Aušros Vartų gatvė, пол. ulica Ostrobramska, рус. улица Островоротная) — старинная улица в Старом городе Вильнюса. В советское время вместе с улицами Пилес и Диджёйи носила имя Максима Горького. Продолжая улицу Диджёйи, ведёт с севера на юг от пересечения с улицей Субачяус с одной стороны и улицей Этмону с другой до Острой брамы — единственными сохранившимися воротами городской стены с часовней Матери Божией Остробрамской.

## Общая характеристика

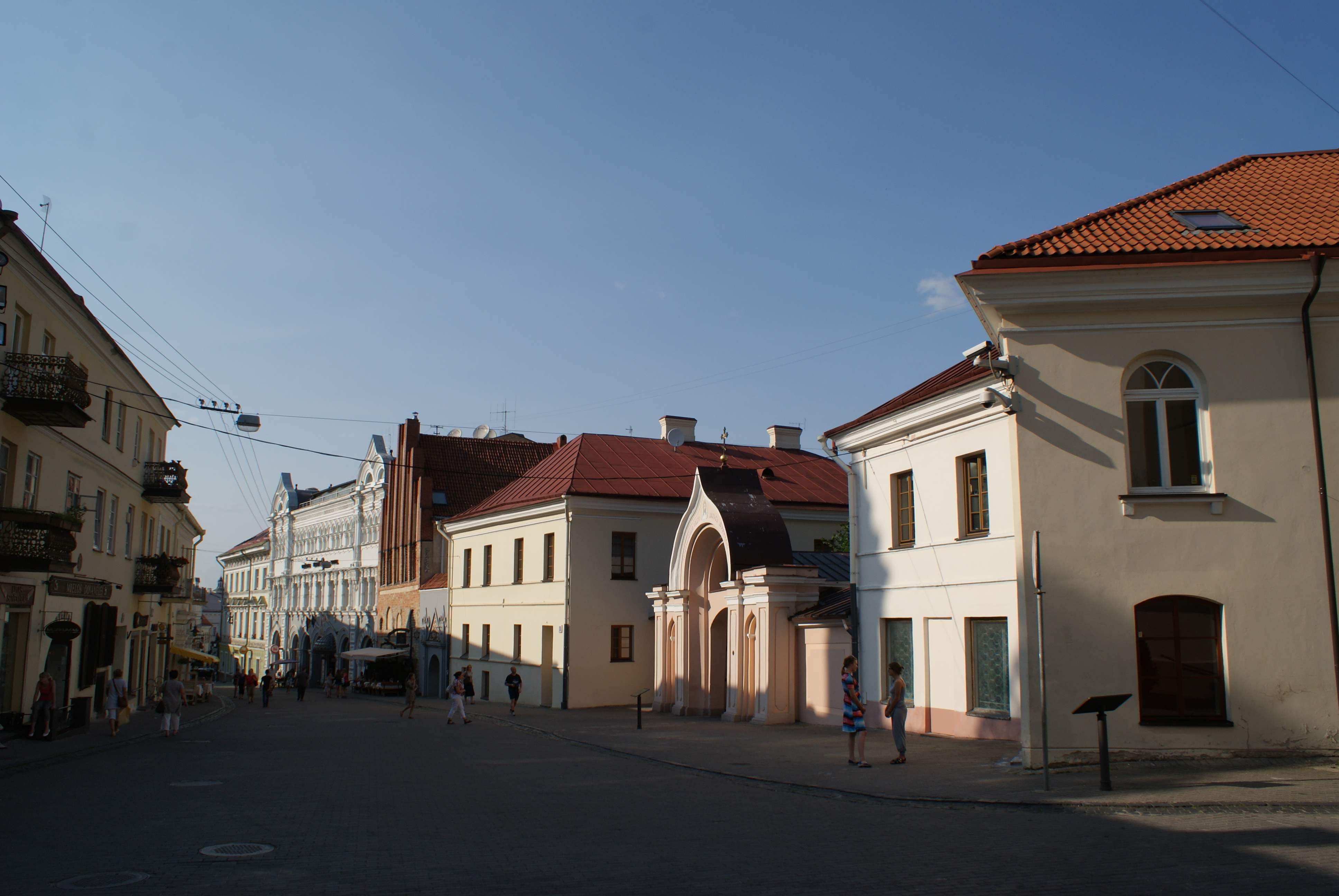
Аушрос Варту

Вместе с улицами Диджёйи и Пилес является структурной осью планировки Старого города, продолжавшей тракт, который вёл из Минска и Ошмян через Мядининкай, а внутри города ведшей к рыночной (позднее ратушной) площади, популярным местом прогулок и туристических маршрутов с живописными городскими видами, архитектурными и историко-культурными достопримечательностями.
На улице стоят три храма различных вероисповеданий, что некоторым образом символизирует многоконфессиональный характер Вильнюса: униатская церковь Святой Троицы с базилианским монастырём, православная церковь Святого Духа с монастырём, католический костёл Святой Терезы с монастырём босых кармелитов и Островоротной (Остробрамской) часовней. Вдоль улицы расположено также несколько других достопримечательных в архитектурном и историческом отношении зданий. За Острой брамой открывается площадка со сквером и автостоянкой, к которой выходят улицы Базилиёну, Шв. Двасёс и М. Даукшос. Далее улицу пересекает улица Гяляжинкялё; за туннелем под железной дорогой улицу Аушрос Варту продолжает улица Лепкальнё.
Нумерация домов начинается от угла с улицей Этмону; по правой западной стороне улицы нечётные номера, по левой восточной — чётные. Длина улицы около 700 м. Покрытие проезжей части: брусчатка от Диджёйи до Острой брамы, от Острой брамы до Гяляжинкялё — асфальт.

## Примечательные здания

### Аушрос Варту 2
Трёхэтажный дом под номером 2 (Aušros Vartų g. 2) около 1801 года был реконструирован архитектором Михалом Шульцем. Позднее классицистский фасад был, по мнению Владаса Дремы, был испорчен эклектичной лепниной.

### Филармония
Здание Национальной филармонии Литвы (Aušros Vartų g. 5) — одно из самых изысканных вильнюсских зданий в стиле историзма. Оно было возведено в 1902 году по проекту архитектора Константина Короедова как Городской зал с гостиницей на месте старинного русского гостиного двора. В Городском зале проходил Великий Виленский сейм, выдвинувший требование автономии для Литвы (1905), здесь состоялась премьера первой литовской оперы («Бируте»; 1906), а в 1918 году была провозглашена советская власть в Вильнюсе. На сцене Городского зала выступали Ф. И. Шаляпин, Яша Хейфец, другие известные музыканты и певцы, а также литераторы, читавшие лекции и свои произведения.

### Церковь Святой Троицы и базилианский монастырь

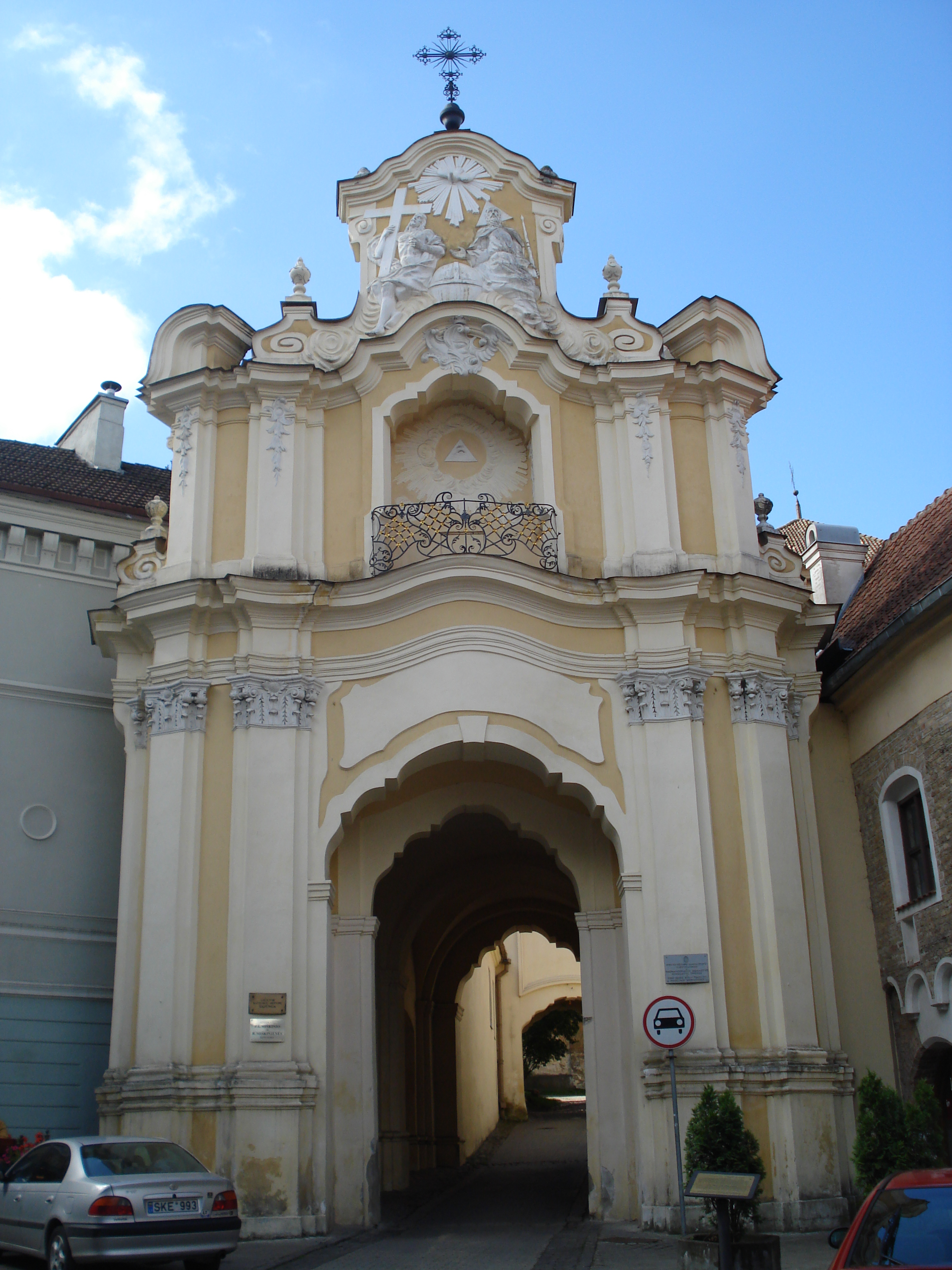
Базилианские ворота

За зданием Филармонии обращает на себя внимание ворота базилианского монастыря — выдающееся произведение архитектуры позднего барокко (автор Иоганн Кристоф Глаубиц; 1761). Это первые ворота анфилады массивных барочных ворот, ведущих к храму и монастырским зданиям. На стене ворот установлена мемориальная таблица в память Игнатия Домейко, пребывавшего в заключении во время следствия по делу филоматов (1823—1824; таблица установлена в 2002 году).

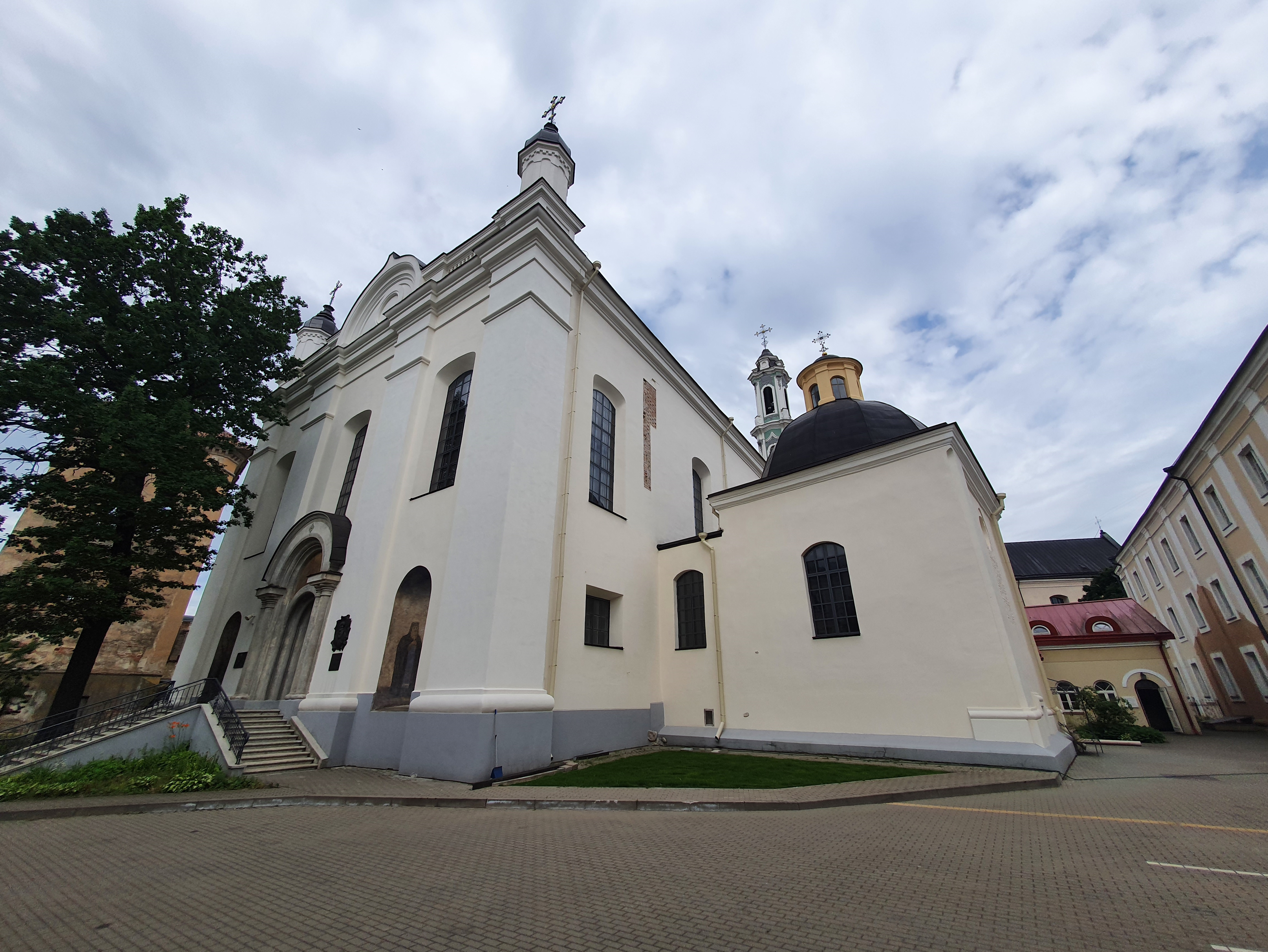
Башня и апсида

В просторном дворе высится здание храма, сочетающее черты готики, барокко и русско-византийского стиля. Церковь возведена на холме, известном как место казни трёх виленских мучеников, совершённой в правление великого князя литовского Ольгерда в 1347 году. На месте казни мучеников попечением второй жены князя Ольгерда княгини Иулиании была позднее построена деревянная церковь во имя Св. Троицы. В 1514 году была возведена каменная церковь князем Константином Острожским. В 1608—1827 годах храм и монастырь принадлежали униатскому ордену Святого Василия. Позднее храм стал православным, после Первой мировой войны был униатским, после Второй мировой войны был закрыт, а ныне принадлежит греко-католикам. Храм отличают массивные апсиды, ажурные башни восточного фасада и отдельно стоящая колокольня XVI века.
Здания монастыря по древности не уступают храму, однако неоднократно перестраивались. Овальная в плане башня с юго-западной стороны была пристроена во второй половине XIX века. В монастырских зданиях располагалась православная печатня, в которой в 1596 году был издан первый восточнославянский букварь Лаврентия Зизания, затем базилианская типография. В начале XIX века в южном крыле монастыря была оборудована тюрьма. В 1823—1824 годах в ней содержались арестованные по делу филоматов Адам Мицкевич, Игнацы Домейко и другие.

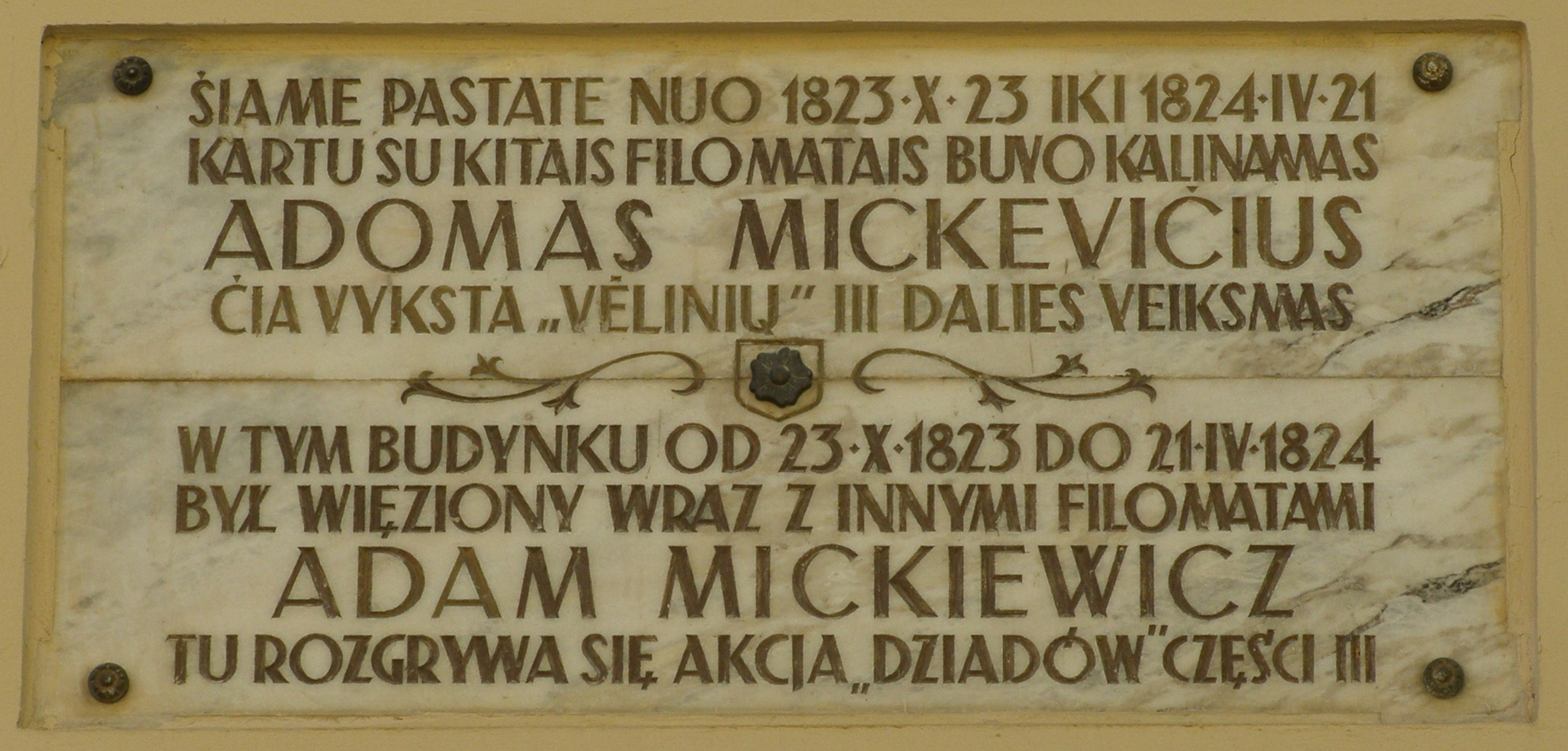
Мемориальная таблица в память о месте заключения Адама Мицкевича и месте действия III части «Дзядов»

Келья, в которой содержался Мицкевич, получила название кельи Конрада — по имени персонажа III части драматической поэмы «Дзяды»: в келье разворачивается спор героя поэмы с Богом и сатаной, герой Густав переживает духовное перерождение в Конрада и произносит «Великую импровизацию»; на каменном столбе, поддерживающем своды тюрьмы, он пишет:

D. O. M. Gustavus obiit M. D. C. C. C. XXIII Calendis novembris, hic natus est Conradus M. D. C. C. C. XXIII Calendis novembris 

(«Густав умер 1 ноября 1823 года. Здесь родился Конрад 1 ноября 1823 года»)

В 1920-х годах место кельи Конрада установил Юлиуш Клос. В стену была вмурована мемориальная таблица с надписью на латинском языке, воспроизводящую текст из «Дзядов». В межвоенный период в келье Конрада проходили «Литературные среды».
В монастырских зданиях, превращённых в тюрьму, содержались также участники восстания 1831 года, позднее Шимон Конарский. В период между мировыми войнами здесь действовала белорусская гимназия и белорусский музей. После Второй мировой войны в монастырском комплексе до переезда в специально построенное для него здание на берегу Вилии располагался Вильнюсский педагогический университет. В настоящее время небольшая часть монастыря занята базилианами. В той части, где была келья Конрада, устроена частная гостиница.

### «Мядининкай»

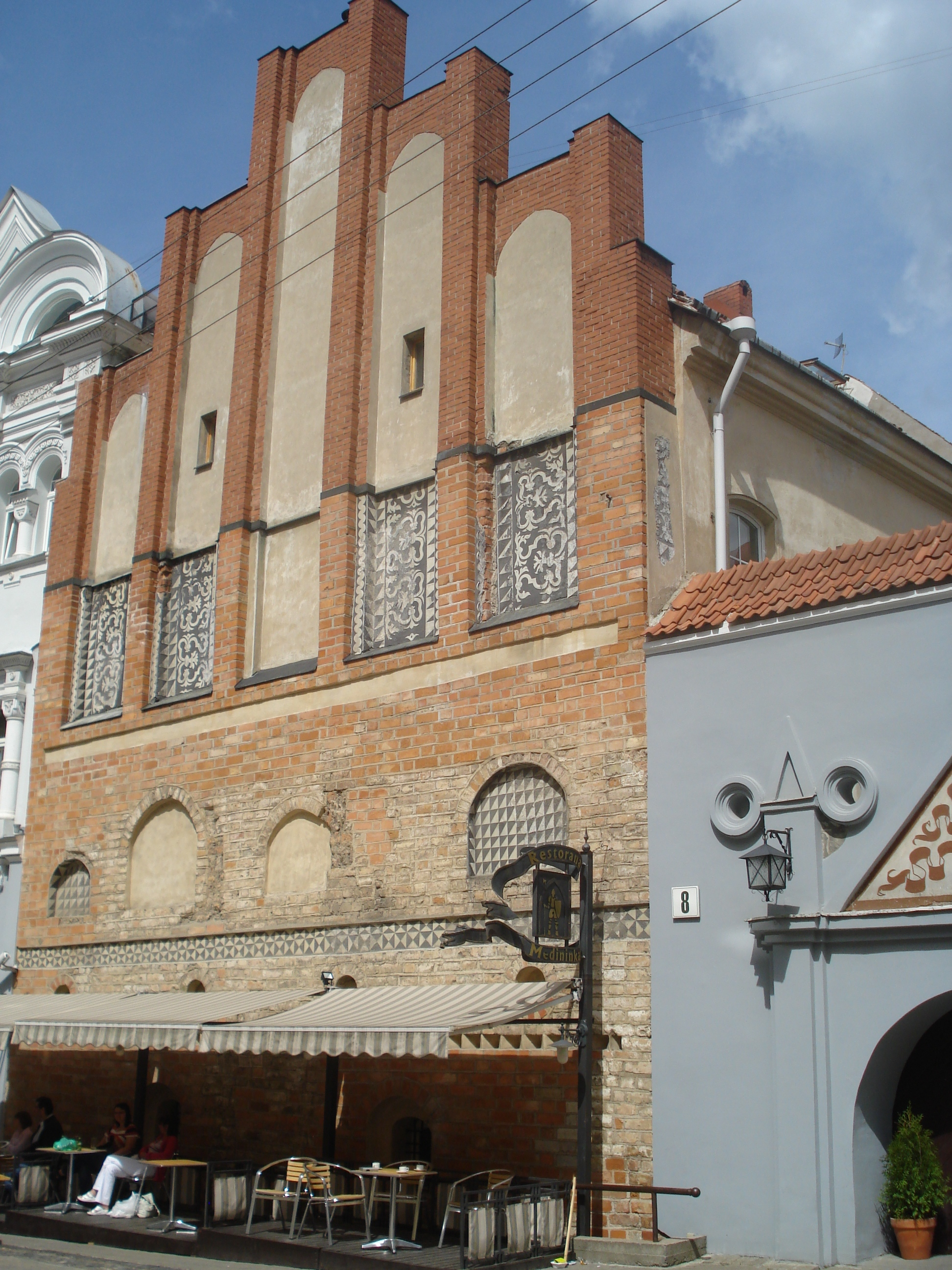
«Мядининкай»

Дом, украшенный техникой сграффито (Aušros Vartų g. 8) — единственное столь старое (XV или начало XVI века) строение хозяйственного назначения (предполагается, что это был склад), сохранившееся в Вильнюсе. Фасад из красного кирпича, украшенный эффектным орнаментом в белом и чёрном цветах, относится к XVI веку.
По утверждению историка искусства Владаса Дремы, в этом здании помещалось православное училище при Свято-Духовом монастыре. В 1970—1974 годах здание было отреставрировано; при реставрации был открыт ценный барочный декор наружных стен, но по недоразумению над фасадом был надстроен псевдоготический фронтон, которого у этого дома никогда не было. После реставрации здесь был открыт ресторан «Мядининкай» („Medininkai“).

### Церковь Святого Духа

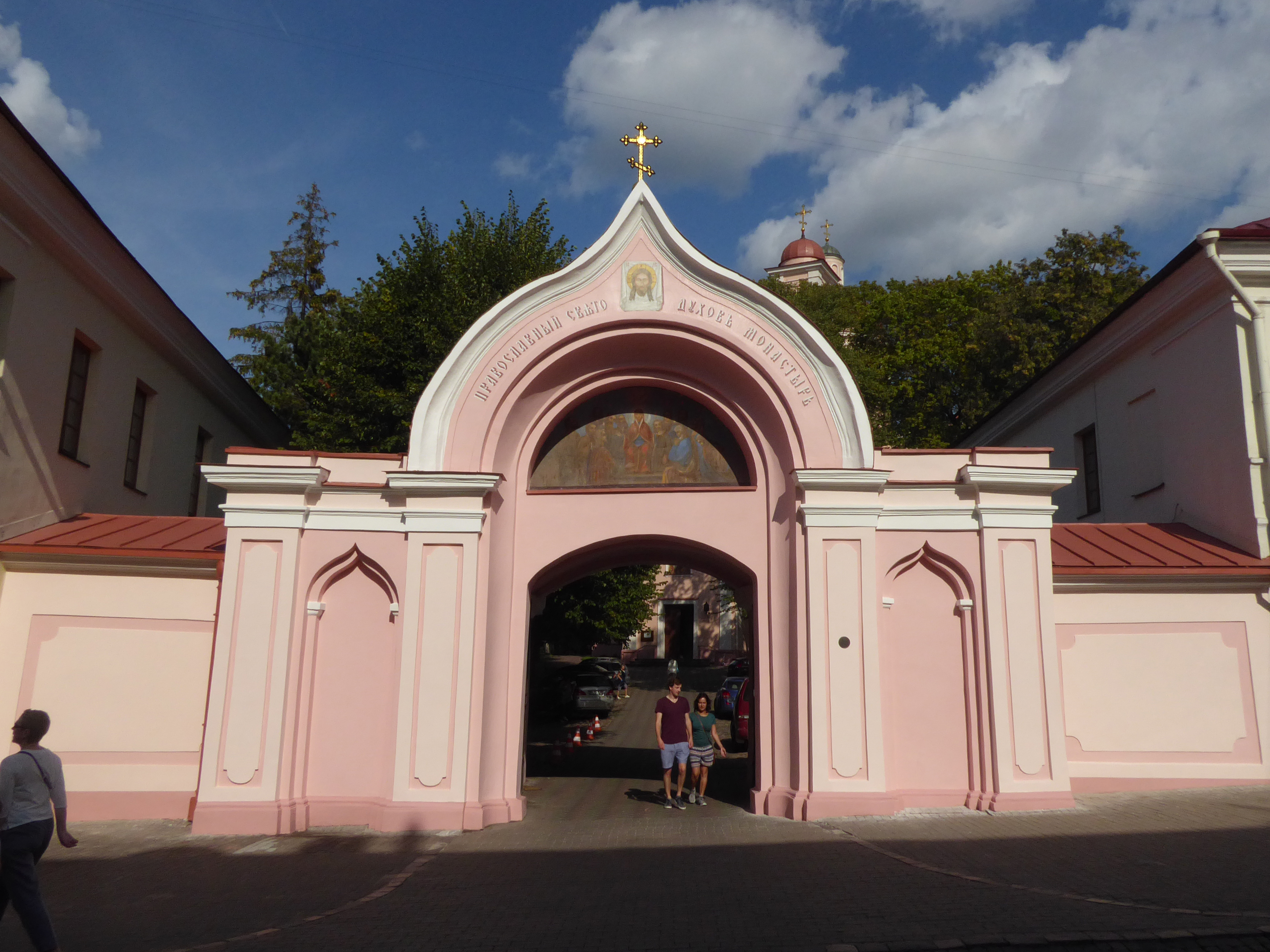
Ворота Свято-Духова монастыря

Церковь Святого Духа (Aušros Vartų g. 10) и православный Свято-Духов монастырь существуют с 1567 года. Каменная церковь была выстроена в 1638 году; архитектор Иоганн Кристоф Глаубиц перестроил её и украсил в стиле рококо в 1749—1753 годах. Это единственный православный храм в Литве в стиле виленского барокко. Спокойный симметричный силуэт церкви с двумя башнями раннего барокко венчает высокий (49 м) купол. Отдельно стоит массивная высокая колокольня.

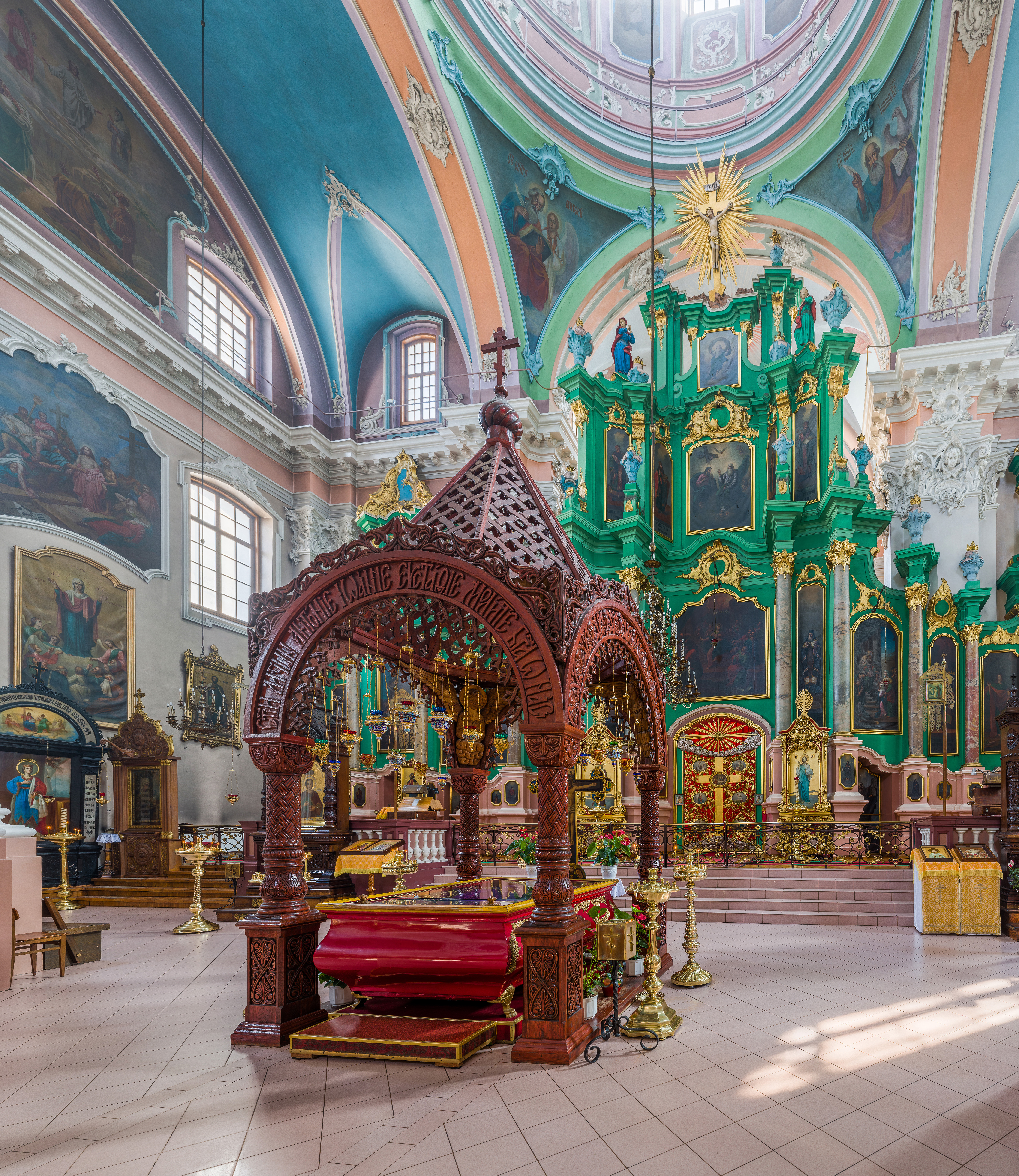
Интерьер церкви Святого Духа

Интерьер отличается богатым пышным убранством XVIII века, главным акцентом которого является деревянный иконостас (1753—1756; причисляется к работам Глаубица). В церкви имеется двенадцать икон И. П. Трутнева. В XIX веке под алтарём был устроен склеп с мощами трёх виленских мучеников. В настоящее время мощи пребывают в самом храме. С храмом и монастырём связана деятельность его настоятеля Мелетия Смотрицкого, автора первой «Ґрамма́тіки Славе́нския пра́вилное Сv́нтаґма» (1619). При Свято-Духовом монастыре действовало братское училище, в котором преподавались те же предметы, что и в виленской Академии и университета Общества Иисуса.

### Костёл Святой Терезы

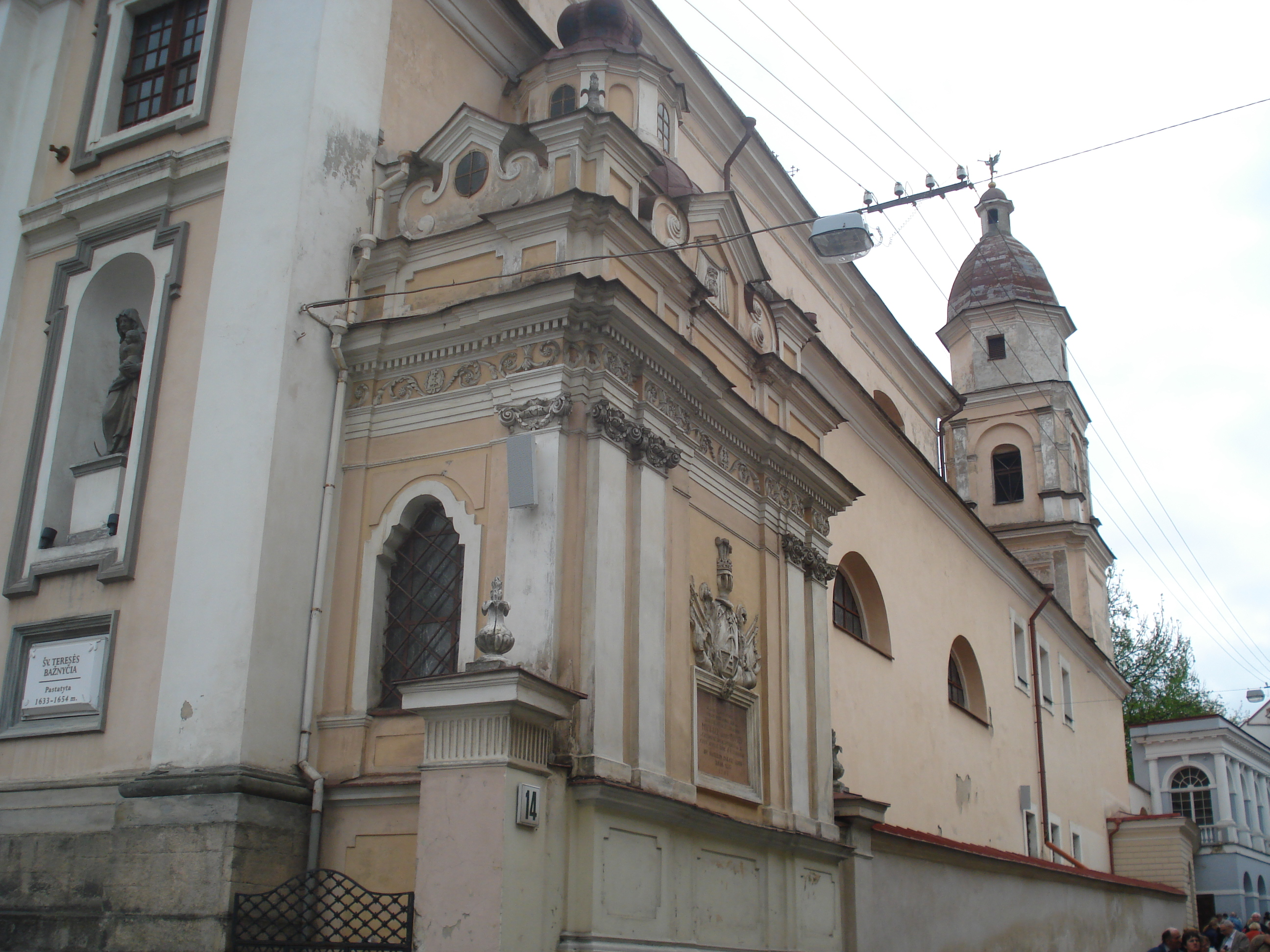
Капелла Поцеев, западный фасад, колокольня

Один из выдающихся памятников вильнюсской архитектуры раннего барокко, костёл Святой Терезы (Aušros Vartų g. 14) возведён по инициативе и на средства подканцлера Великого княжества Литовского Стефана Христофора Паца в 1633—1650 годах зодчим Ульриком (иначе Ульрихом Гозиюсом или Яном Ульрихом); авторство главного фасада приписывается итальянскому архитектору Константино Тенкалла.

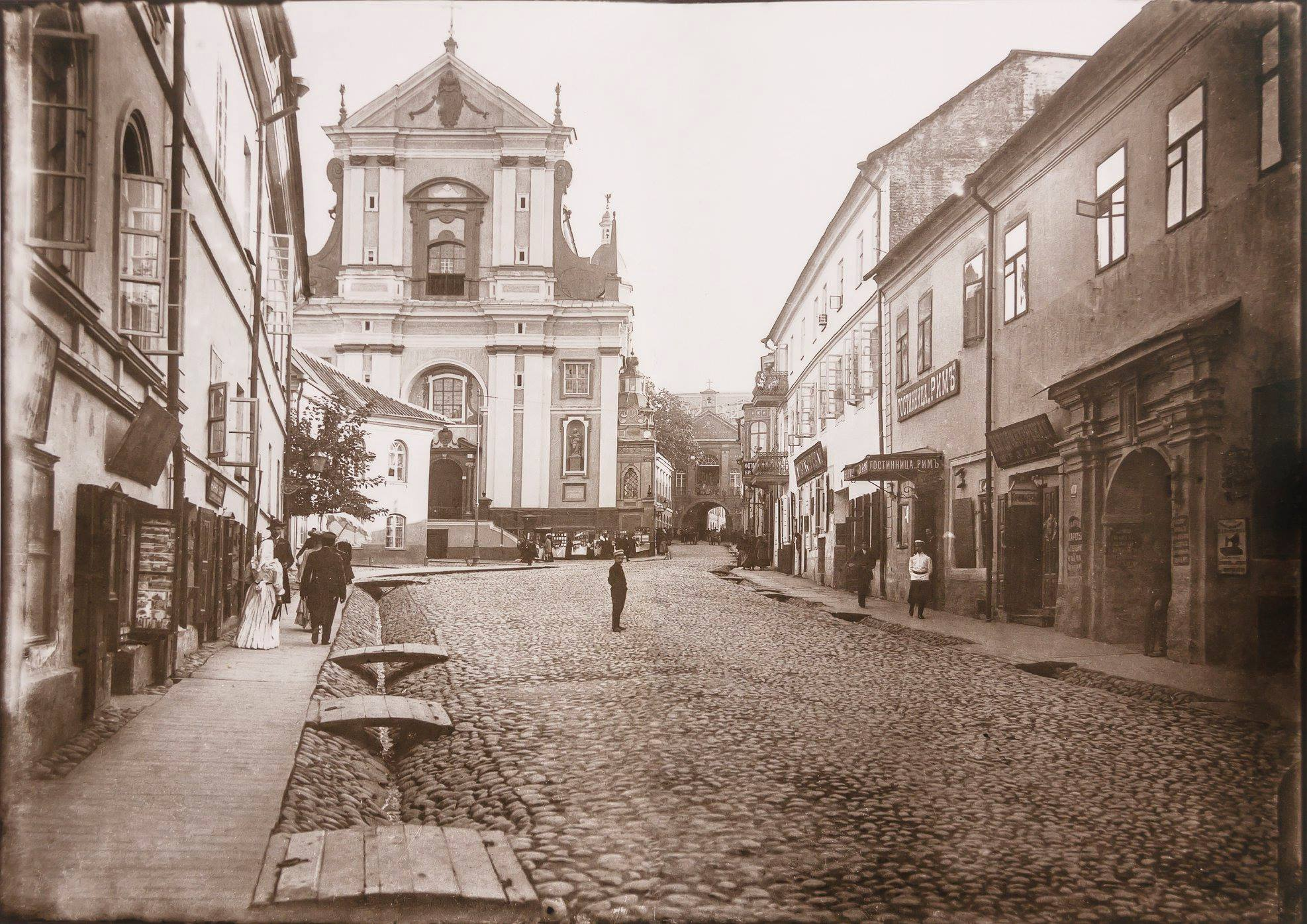
Костёл в перспективе улицы в 1896 году

В облике главного фасада, построенного с использованием дорогих строительных материалов (шведского песчаника, гранита, чёрного, красного и белого мрамора), имеются отдельные элементы архитектуры ренессанса, но преобладают барочные формы с извилистыми контурами и волютами в углах. Симметричный фасад поднят на высокий цоколь из песчаника и членится на два основных яруса; над верхним ярусом поднимается высокий фронтон. Плоскости обоих ярусов членятся карнизами и парными пилястрами. Середину нижнего яруса акцентирует высокая ниша, в которую встроен портал. Портал оформлен двумя колоннами из полированного гранита с капителями из белого мрамора, выемкой и картушем, а также волютами и оконным проёмом хора над ним. По центру верхнего яруса располагается окно с профилированными наличниками и балюстрадой и подчёркнутое парными ионические пилястры. На высоком треугольном фронтоне располагается герб рода Пацов.
К углу западного фасада пристроена нарядная капелла в формах позднего барокко — семейный мавзолей Поцеев (1783). Стена западного фасада вдоль улицы лишена декора. Двери в стене западного фасада налево ведут в храм, направо — по лестнице внутри классицистской галерее (1829) в Остробрамскую часовню. Над юго-западным углом костёла возвышается трёхъярусная колокольня с флюгером в виде трубящего ангела. Ворота левее главного фасада костёла ведут в дворы кармелитского монастыря, отделённые друг от друга арками. За ними сохранился участок городской стены. Здания монастыря, построенные в 1621—1624 годах, сохранили черты раннего барокко.

### Острая брама

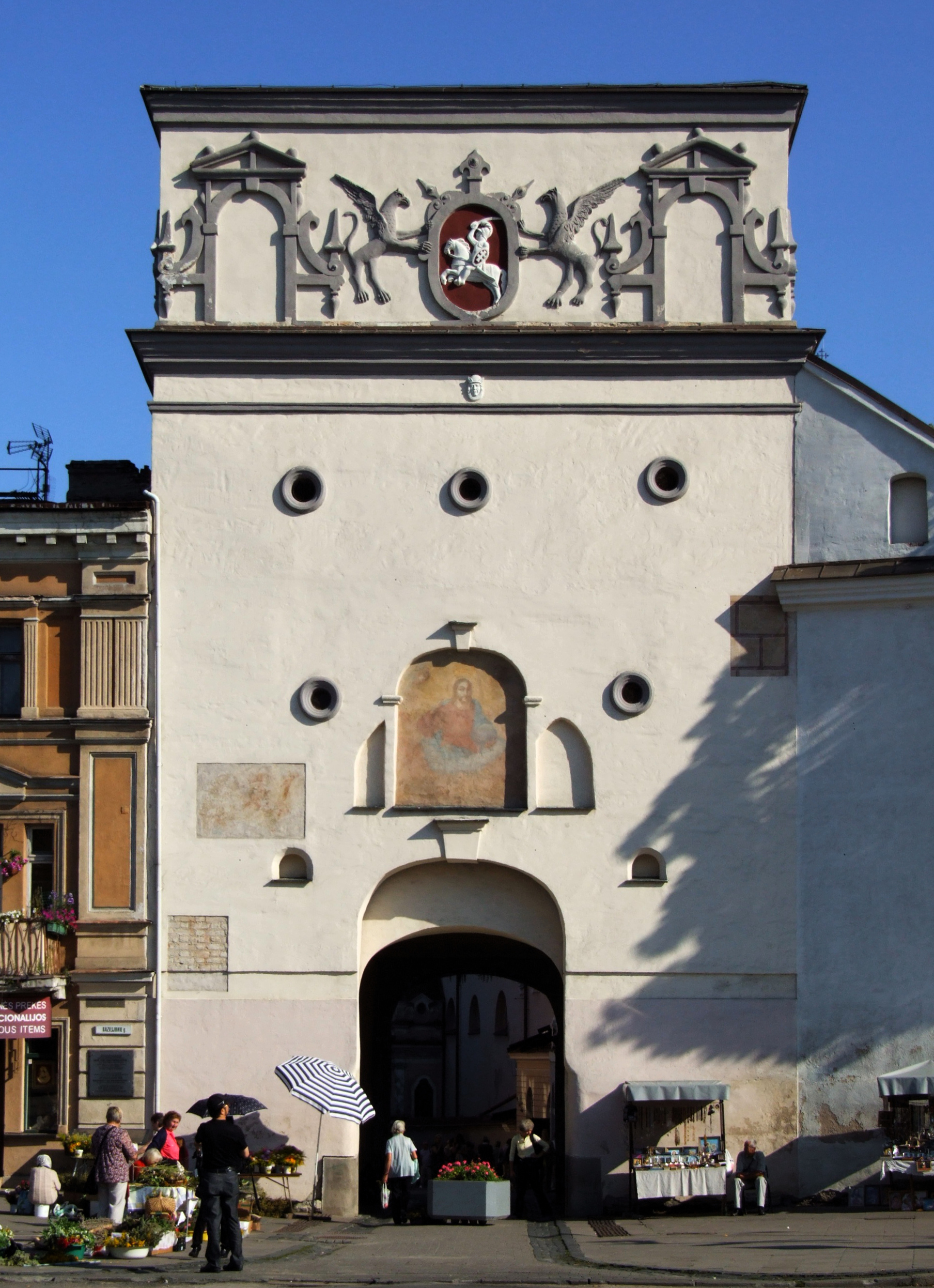
Городские ворота

Острая брама — один из символов и одна из главных достопримечательностей Вильнюса. Ворота городской стены, единственные сохранившиеся и представляющие собой ценный образец оборонной архитектуры XVI века, были сооружены одновременно со стеной, опоясавшей город в 1503—1522 годах; упоминаются с 1514 года. Толщина готических стен ворот, квадратных в плане, достигает 2—2,6 м. С южной стороны сохранились пять круглых бойниц и ниша с фреской между ними; под карнизом по центру располагается рельефная голова Гермеса в крылатом шлеме. Ренессансный аттик декорирован Погоней — гербом Великого княжества Литовского, поддерживаемым двумя грифонами, и лепниной с архитектурными мотивами.
С северной стороны над воротами располагается Остробрамская часовня с образом Матери Божией Остробрамской. Каменная часовня возведена в 1722 году, при реконструкции в 1827—1932 годах она приобрела черты классицизма. Часовню украшают дорические пилястры, барельефное изображение Всевидящего ока (Ока Провидения) в треугольном поле фронтона и надпись на латинском языке „Mater misericordiae sub tuum praesidium confugimus“ («Мать милосердная к твоей защите прибегаем»).

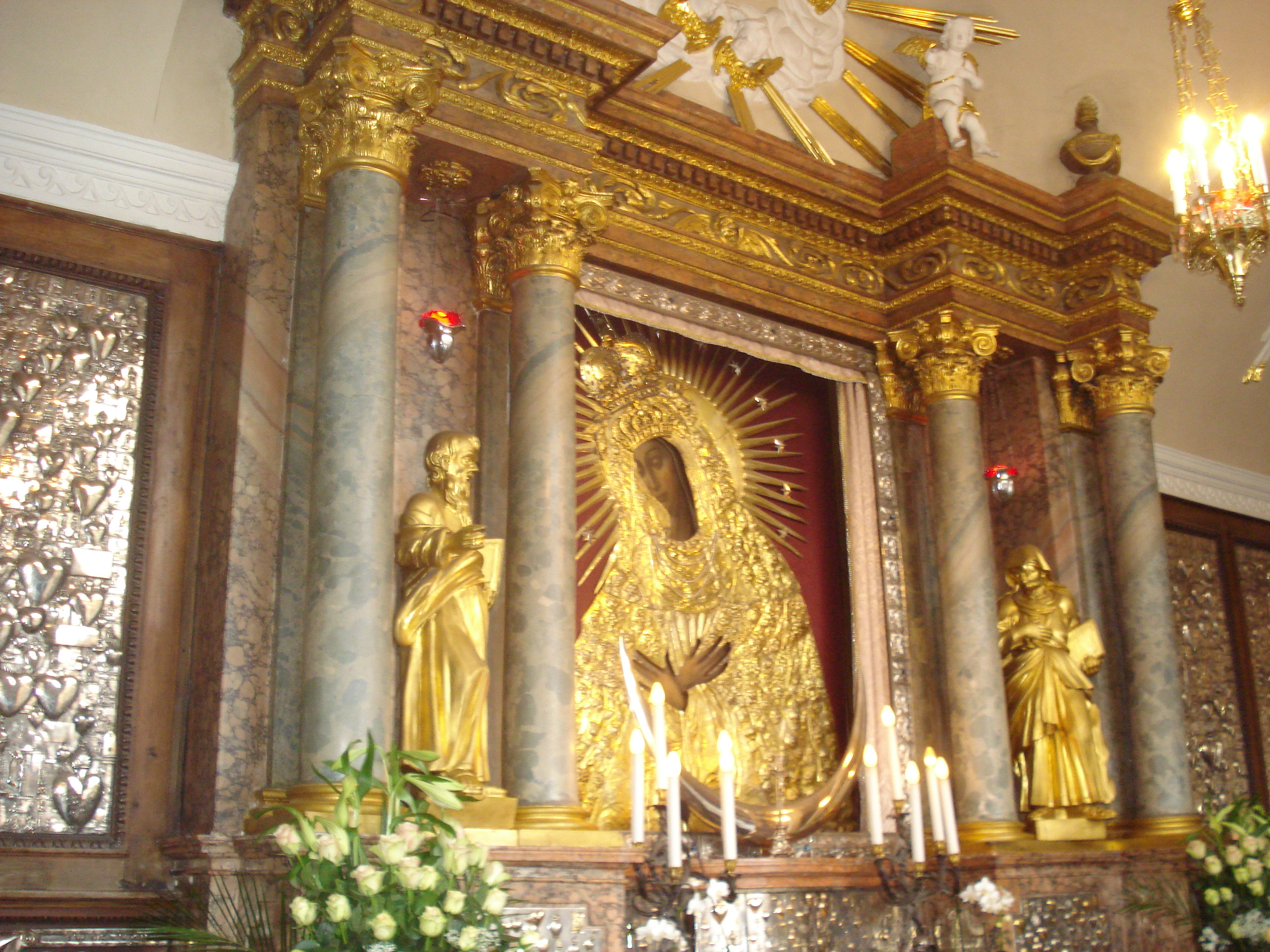
«Матка Боска Остробрамска»

В часовне с начала XVII века помещается чудотворный образ Матери Божией Остробрамской, одна из главных христианских святынь Вильны и Литвы. По технике, грунтовке и составу красок установлено, что образ создан во второй половине XVI века. Фигура Богоматери полностью закрыта позолоченным серебряным платьем; открыты только склонённый набок лик и скрещённые руки. Серебряным платьем фигура закрыта около 1671 года. Серебряный полумесяц в нижней части образа — вотум (обетный дар верующего; votum, мн. ч. vota) 1849 года. На голове Девы Марии две короны — барочная корона Королевы Небес, рокайльная корона Королевы Польши.
Стены часовни покрыты золотыми и серебряными вотами — изображения главным образом сердец, а также рук, ног, автомобиля, офицерского погона и т. п. Первый обетный дар принесён в 1702 году; ныне их насчитывается около 8 тысяч.